# Bakala Foundation
Bakala Foundation je česká rodinná nadace Zdeňka Bakaly a Michaely Bakalové. Byla založena v červenci 2007 jako Nadace Zdeňka Bakaly, v roce 2014 byla přejmenována na Nadaci The Bakala Foundation. Prioritou nadace je podpora vzdělání. Formou stipendií v rámci programu Scholarship podporuje české studenty ve studiu na zahraničních univerzitách. Prostřednictvím programu Středoškolská stipendia zprostředkovává studium na výběrových středních školách v USA a Velké Británii. Nadace dále organizuje programy na podporu nezávislé žurnalistiky Achillova Data a Journey, ale i umění a architektury - Kaplicky Internship. Kromě vlastních programů podporuje i další veřejně prospěšné projekty v České republice i zahraničí.

## Programy

### Scholarship
Program Scholarship nabízí českým studentům finanční podporu ve formě stipendia na zahraničních univerzitách. Podporování jsou jak středoškoláci, kteří se ucházejí o studium na vysoké škole, tak vysokoškoláci, kteří se uchází o podporu ve svém navazujícím studiu. Přibližně čtvrtina žadatelů se hlásí na sociální vědy a humanitní obory, pětina na aplikované vědy a každý desátý uchazeč si zvolil uměleckou školu. Většina stipendistů míří na univerzity do Velké Británie, kde jsou nejčastější volbou univerzity v Cambridge a Oxfordu, a do USA, kde studují zejména na Harvardově univerzitě, Yale, Dartmouth College a dalších univerzitách v rámci Ivy League. Získané stipendium může pokrýt školné, ubytování i životní náklady a jeho přesná výše je závislá na různých faktorech. Vybraní studenti mohou být při splnění určitých předpokladů podporováni po celou dobu svého studia. Prvním krokem k získání stipendia je podání přihlášky, jejíž součástí je esej a doporučující dopisy. Vybraní žadatelé jsou pak pozváni do druhého kola k ústnímu pohovoru.

### Achillova Data
Achillova Data jsou tříměsíční kurz investigativní žurnalistiky a mentoring určený studentům a čerstvým absolventům mediálních oborů z České republiky. Mezi mentory a lektory tohoto projektu v minulých ročnících patřili Jana Ustohalová (MF DNES), Pavla Holcová (České centrum pro investigativní žurnalistiku), Jindřich Šídlo (Seznam Zprávy), Tomáš Němeček, Markéta Dobiášová a David Macháček z České televize, Ondřej Kundra a Jaroslav Spurný z týdeníku Respekt či Paul Myers (Research Clinic, BBC Academy). Do roku 2014 kurz vedla obecně prospěšná společnost Zaostřeno ve spolupráci s Českým centrem pro investigativní žurnalistiku, od 4. ročníku vyhlášeného v roce 2015 jej převzala Bakala Foundation.

### Journey – Journalism Bootcamp
Journey je mezinárodní letní škola žurnalistiky pro studenty mediálních oborů z Česka i ze zahraničí, která probíhá každoročně od roku 2015. Studenti se mohou učit od zkušených novinářů z renomovaných světových médií a agentur jako jsou CNN, The New Yorker, The New York Times, Bloomberg, Reuters, Associated Press a další. Mezi lektory jsou i držitelé prestižní Pulitzerovy ceny. Účastníci absolvují i praktická cvičení jako je reportáž v terénu či simulovaný newsroom.

### Kaplicky Internship
Kaplicky Internship je soutěž pro studenty posledních ročníků architektury o tříměsíční stáž v jednom z prestižních světových architektonických studií. Soutěž pořádá Bakala Foundation ve spolupráci s Design Museem v Londýně, Nadačním fondem Kaplicky Centre a Českou komorou architektů. Předmětem soutěže jsou architektonické práce studentů závěrečných ročníků českých vysokých škol se zaměřením na architekturu.

#### 2015
První ročník soutěže vyhrál Ondřej Michálek, absolvent Ateliéru architektura III vedeného prof. Imrichem Vaškem na Vysoké škole uměleckoprůmyslové v Praze. Získal tak možnost stáže v londýnském studiu architekty Evy Jiřičné. Ondřej Michálek zvítězil s prací, ve které se inspiroval růstem podhoubí a dalších živých organismů. Následně zkoumal územní důsledky aplikace těchto pravidel v jednom momentu a lokalitě jako „pavilonu růstu“.

#### 2016
Druhý ročník soutěže vyhrála Petra Ross, absolventka Fakulty umění a architektury Technické univerzity v Liberci. V roce 2017 stráví tři měsíce na stáži v londýnském ateliéru zesnulé architektky Zahy Hadid. Petra Ross uspěla s návrhem veřejné knihovny, kterou zasadila na břeh Temže v Londýně. V porotě tohoto ročníku soutěže zasedla dlouholetá spolupracovnice Zahy Hadid z jejího londýnského studia Melodie Leung, ředitel Design Musea v Londýně Deyan Sudjic a garant projektu doc. Ing. arch. Vladimír Krátký z Fakulty architektury ČVUT.

#### 2017
Třetí ročník soutěže vyhrál Miroslav Strnad z VUT v Brně, který získal tříměsíční stáž v ateliéru Allies and Morrison v Londýně. Do soutěže se přihlásil s projektem duchovního centra tvořeného kostelem, multifunkčním sálem, farou a kavárnou pro sídlištní čtvrť Líšeň v Brně.

#### 2018
Čtvrtý ročník soutěže vyhrál Petr Kousal z Fakulty stavební VUT v Brně s návrhem pavilonu brněnského výstaviště. Tříměsíční stáž absolvoval ve studiu Adjaye Associates.

#### 2019
V pátém ročníku zvítězil Ondřej Pokoj z Fakulty architektury ČVUT se svým návrhem přestupního uzlu pro Letiště Praha, tzv. Transferium. Odměnou mu byla stáž v Heatherwick Studio.

#### 2020
Vítězem šestého ročníku se stal Vojtěch Rudorfer z Fakulty architektury ČVUT s projektem hangáru pro výzkumnou vzducholoď na norských Špicberkách a získal stáž v londýnském studiu David Chipperfield Architects. 

#### 2021
Se svým projektem Český dům na Tchaj-wanu zvítězila Valerie Heyworth, absolventka Fakulty architektury ČVUT. Architektonickou stáž absolvovala u Amanda Levete Architects.

#### 2022
Osmý ročník soutěže vyhrála Eva Kvaššayová, absolventka Vysoké školy uměleckoprůmyslové v Praze. Stáž absolvovala v madridské pobočce architektonického studia Foster + Partners.

#### 2023
Anna Jelínková, absolventka VUT v Brně zvítězila se svým projektem Naše cizí místa, který se zabýval využitelností prázdných městských prostranství, tzv. vágních terénů. Získala tak stáž v německém architektonickém studiu Büro Ole Scheeren.

## Další filantropické aktivity manželů Bakalových
Manželé Bakalovi stáli u vzniku řady významných neziskových institucí v ČR. Vedle české rodinné nadace Bakala Foundation dlouhodobě podporují zejména The Aspen Institute Prague, Knihovnu Václava Havla, Centrum současného umění DOX a Design Museum v Londýně.